# Steam tank
A Steam Tank lánctalpas gőzüzemű amerikai harckocsi, amelyet az első világháború végén fejlesztettek ki.

## Története
A projekt John A. Johnson tábornok segítségével indult a Stanley Motor Company, a Watertown és a Massachusetts szakértelmével. Gőzerő alkalmazásának első oka az volt, hogy a kísérletek során kipróbált benzinmotorok még nem voltak elég erősek. A másik ok pedig az, hogy egy beépített lángszóró szerepelt az eredeti tervben, és ezt a fegyvert is gőzzel működtették volna. "Faltörő kosként" kívánták bevetni az ellenség megerősített állásai ellen.
A beépített két gőzgép együttes teljesítménye 500 LE (373 kW), a jármű maximális sebessége óránként 4 mérföld (6 km/h) volt. A gőzgépek üzemanyagaként kerozint használtak.
A lángszóró az utastérben elöl volt, ezenkívül a mozgó erődöt felszerelték négy 7,62 mm-es géppuskával. A jármű hossza 10,6 méter volt, a szélessége 3,8 m és a magassága 3,2 m. A tank súlya mintegy 50,8 tonna. A legénység feltételezett létszáma nyolc fő: a parancsnokon kívül egy gépjárművezető, egy katona, aki a lángszórót működtette, egy szerelő és négy tüzér tartózkodott egyszerre a járműben. A lángszórót később áthelyezték egy tetőkabinba egy forgó toronyba.
A Steam Tankot Bostonban 1918 áprilisában mutatták be a nyilvánosság számára. A prototípust júniusban szállították át Franciaországba, azonban a háború véget ért, mielőtt a nyugati fronton bevetették volna.
A harci jármű hibái közé tartozott, hogy a használat közben komoly hűtési problémák léptek fel, sebezhető volt a két gőzkazán és a nagy üzemanyag-tartályok miatt.

## Képgaléria

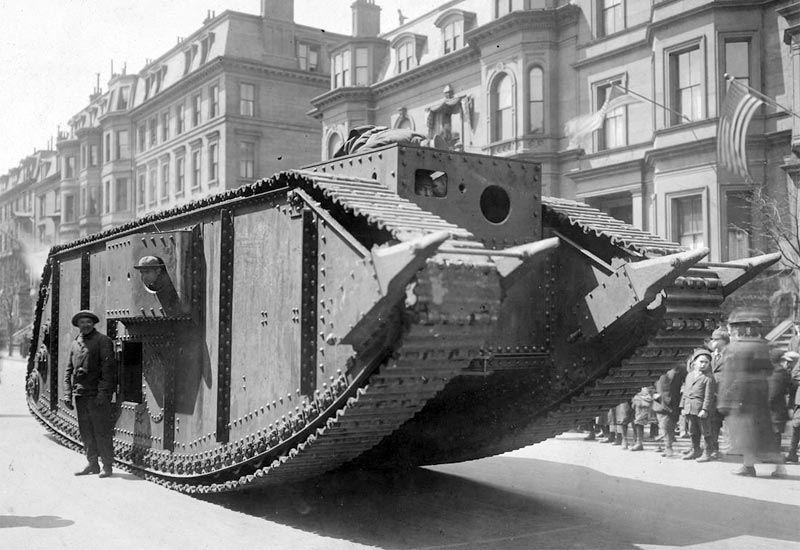
Steam Tank, Tracklaying - öklelő tüskék a lánctalpakon (1918)
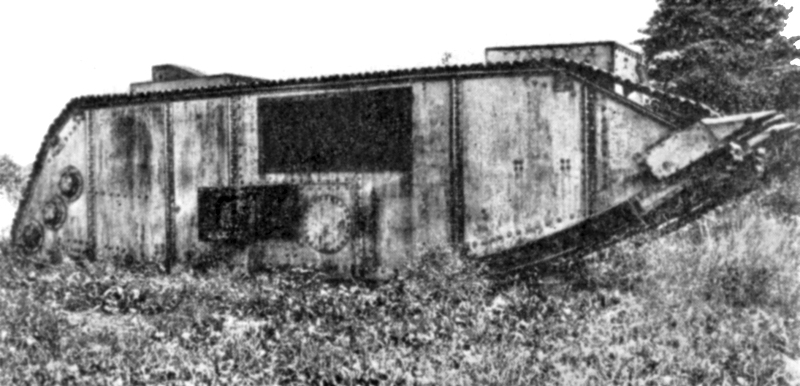
A Steam Tank oldalnézete (1918)